# Dobrý voják Švejk (film, 1926)
Dobrý voják Švejk je němá filmová groteska z roku 1926, ve které hlavní postavu Švejka ztvárnil Karel Noll. Režisér filmu Karel Lamač ve filmu hrál vedlejší dvojroli hostinského Palivce a nadporučíka Lukáše.
Snímek byl natočen na námět z knihy Osudy dobrého vojáka Švejka za světové války Jaroslava Haška.

## Obsazení
| Karel Noll              | Josef Švejk                                                      |
| Antonie Nedošinská      | Müllerová, Švejkova bytná                                        |
| Karel Lamač             | hostinský Palivec / nadporučík Lukáš                             |
| Betty Kysilková         | Palivcová, manželka hostinského                                  |
| Jan W. Speerger         | detektiv Bretschneider / kuchař Jurajda / loupežný vrah ve vazbě |
| Ella Nollová            | služka se psem / ruská statkářka                                 |
| Vladimír Majer          | plukovník Kraus von Zillergut                                    |
| Josef Oliak             | MUDr. Grünstein / důstojník v nemocnici                          |
| Bronislava Livia        | paní Wendlerová / Kakonyová                                      |
| Josef Šváb-Malostranský | manžel Wendlerové                                                |
| Teodor Pištěk           | blázen Ottův slovník / Baloun / feldkurát Katz                   |
| Jaroslav Marvan         | strážník                                                         |
| Jindřich Plachta        | vojenská stráž                                                   |

## Navazující filmy
S Karlem Nollem v hlavní roli byly natočeny ještě další tři němé filmy o Švejkovi:
- Švejk na frontě (1926), režie Karel Lamač
- Švejk v ruském zajetí (1926), režie Svatopluk Innemann
- Švejk v civilu (1927), podle původního námětu Karla Vaňka, režie Gustav Machatý

V roce 1930 vznikl společný sestřih prvních třech filmů (Dobrý voják Švejk, Švejk na frontě a Švejk v ruském zajetí) pod názvem Osudy dobrého vojáka Švejka. 

## Podobné filmy
Obdobnými humorně laděnými snímky z prostředí války jsou polský film Jak jsem rozpoutal druhou světovou válku nebo britský film Jak jsem vyhrál válku.